# 左營元帝廟
左營元帝廟，俗稱「左營大廟」。在臺灣高雄市左營區左營下路87號，位於蓮池潭風景區內，主祀北極玄天上帝，亦為鳳邑舊城城隍廟興隆內外里十三公廟之一，以一尊巨大無朋的東亞最高水上雕像聞名全臺。

## 簡介

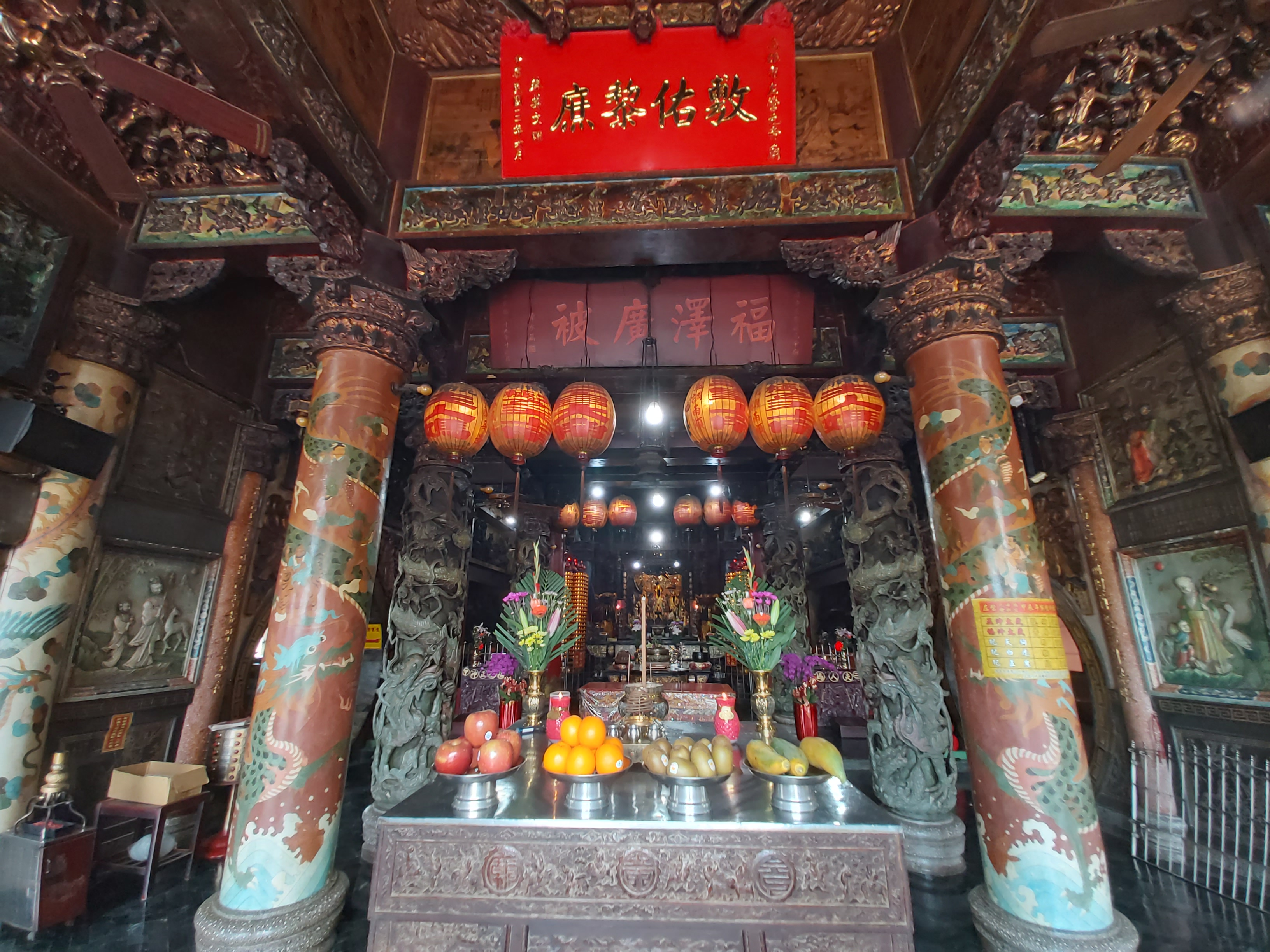
左營元帝廟正殿

高雄市左營區元帝廟所屬之蓮池潭北極亭北極玄天上帝巨型塑像

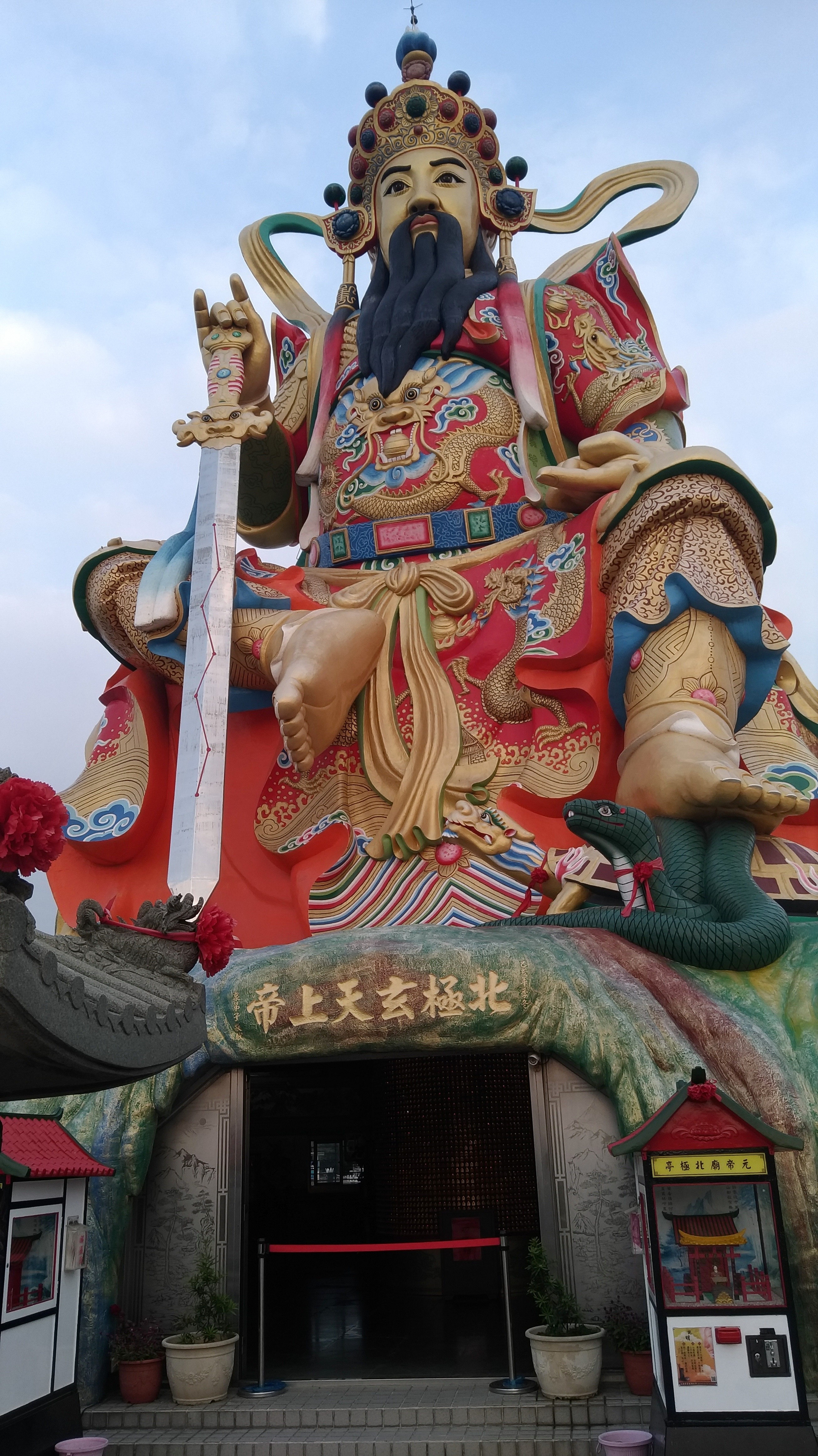
北極玄天上帝塑像

元帝廟創建於明鄭永曆二十年，明鄭領台（1666年）當時起造公祠，原祀奉保甲制度下左營聚落二甲地方的守護神臨水夫人媽，該神尊為最早來到左營庄的神明，於明末清初時即搭建草寮進行奉祀。後三甲和四甲地方奉祀的福德正神與朱府千歲亦結合入廟，並因朱府千歲的神格高於臨水夫人之故，廟方將主祀神衹變更為朱府千歲。於康熙五十三年歲次甲午午時動土興工，至康熙五十六年歲次丁酉（1717年）夏季慶祝完成。乾嘉年間，在地有一曾姓漁民在萬丹港外捕魚時意外撈獲一尊玄天上帝神像並攜回家中供奉，據稱從此獲得庇佑，但凡出海捕魚總是滿載而歸，香火、信眾從此日盛，於是經左營庄內耆老商議後提請公決將玄天上帝入廟奉祀，問卜後再度將主祀神衹變更為玄天上帝，廟名尊稱為《北極大帝廟》。
左營元帝廟歷經多次修建直至1972年眾信徒生活逐日富裕後在歲次壬子年九月初九子時重建大廟，並改廟名為《元帝廟》，於1975年8月14日入火安座，並於1976年丙辰年六月十五日舉行祈安五朝清醮。

## 祀神
主祀北極玄天上帝，同祀觀音佛祖、二甲夫人媽、三甲福德正神、四甲朱府千歲、朱府二千歲、五甲北極玄天二上帝、北極玄天三上帝、北極玄天四上帝、北極玄天五上帝，陪祀太陽星君、田都元帥、曾家清水祖師，配祀三十六官將、虎爺公。
三樓月老祠奉祀月老星君；四樓凌霄寶殿，奉祀玉皇上帝、三官大帝、南北斗星君、太歲星君、文昌帝君，並備讀文生奉讀疏文祈求南北斗星君消災解厄。

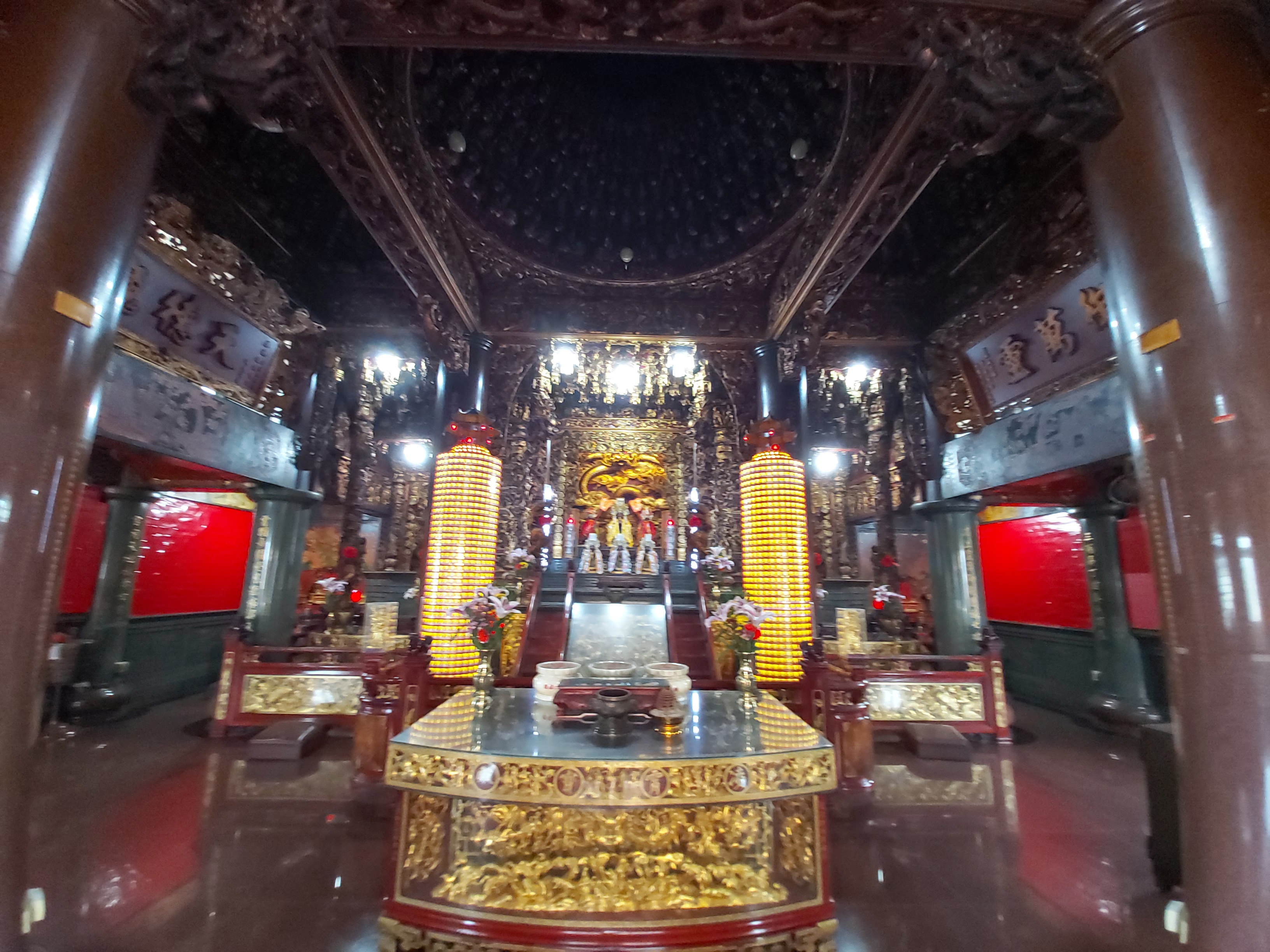
凌霄寶殿
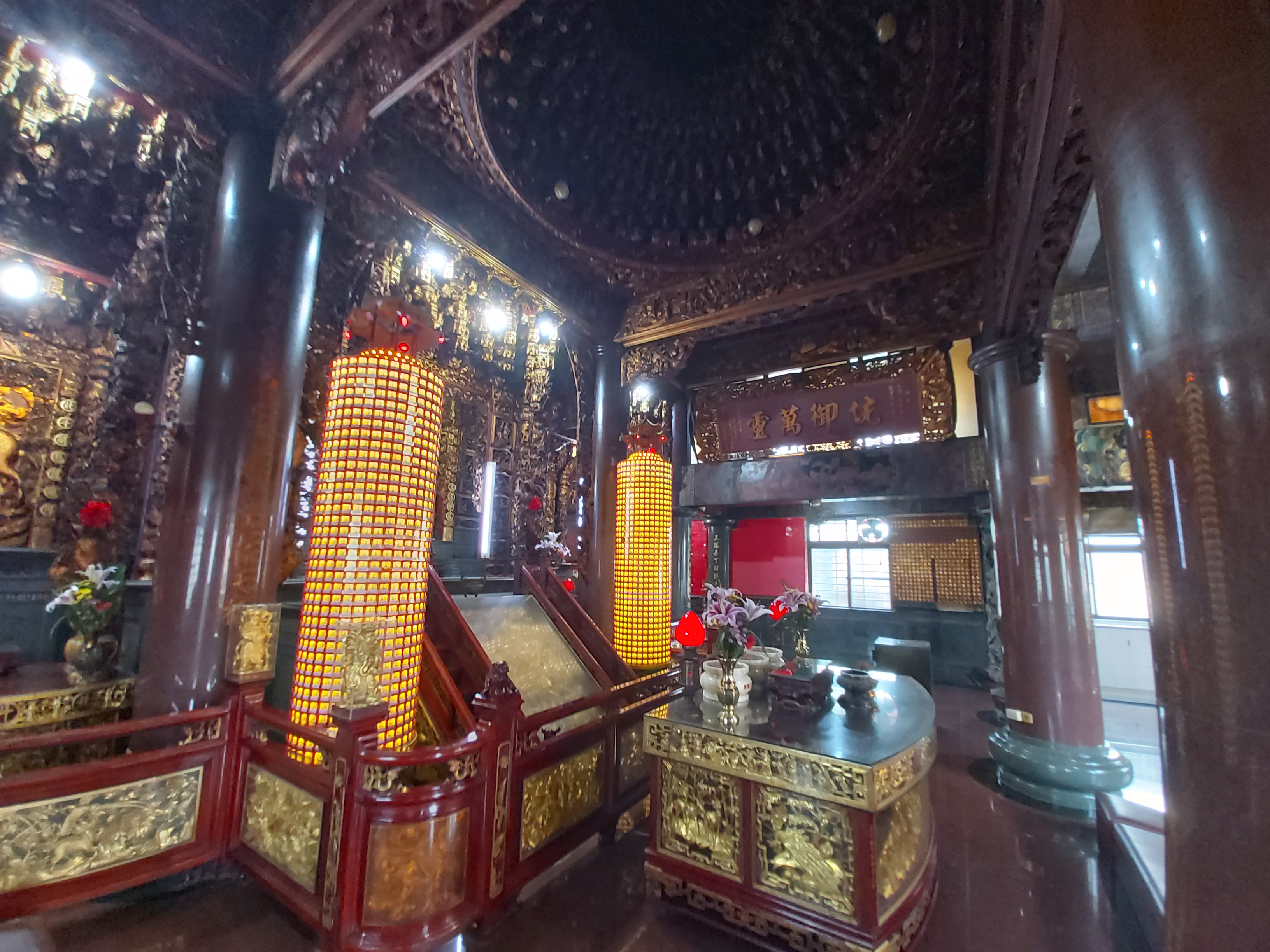
凌霄寶殿丹陛
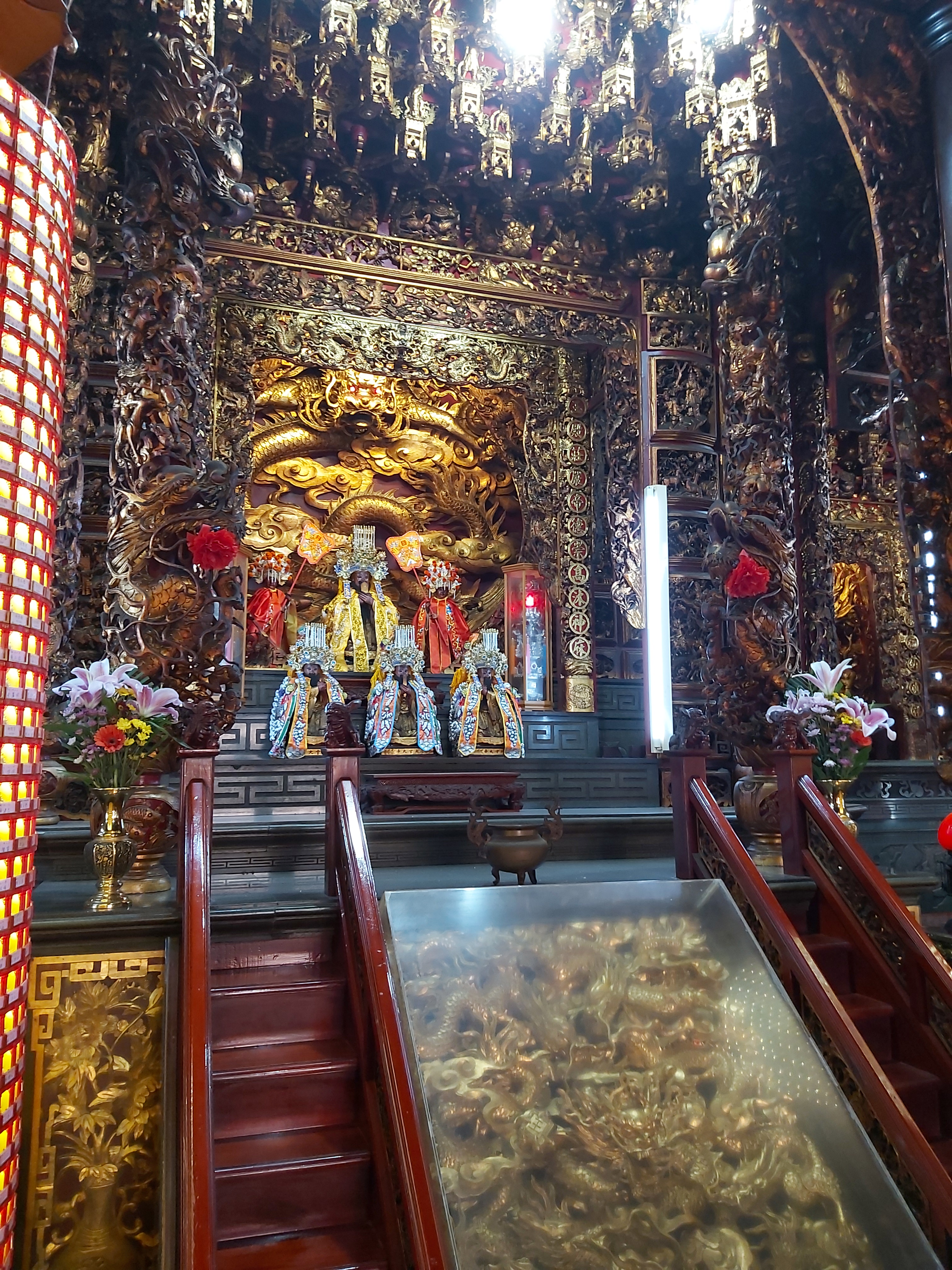
玉皇上帝和三官大帝
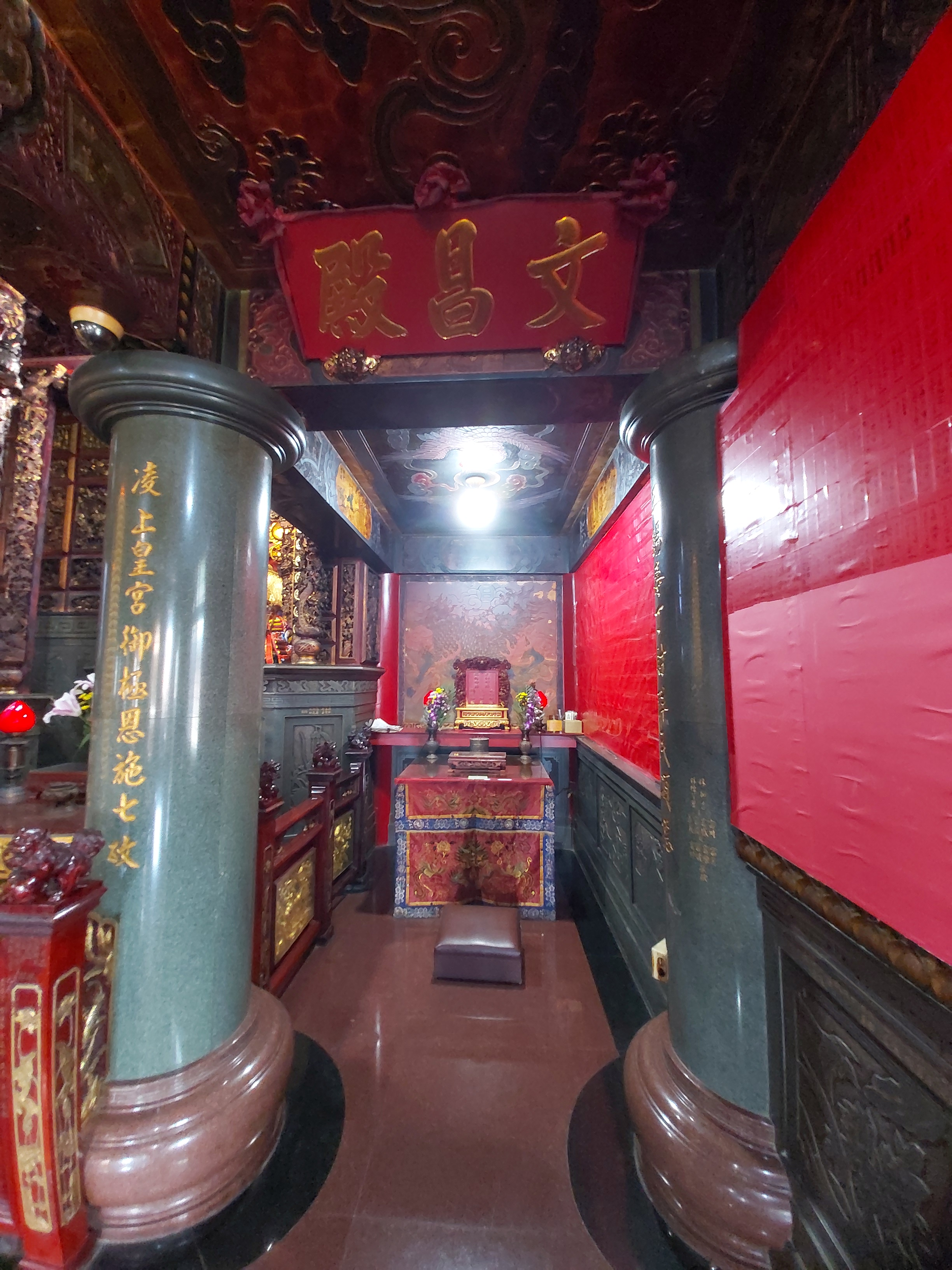
文昌殿
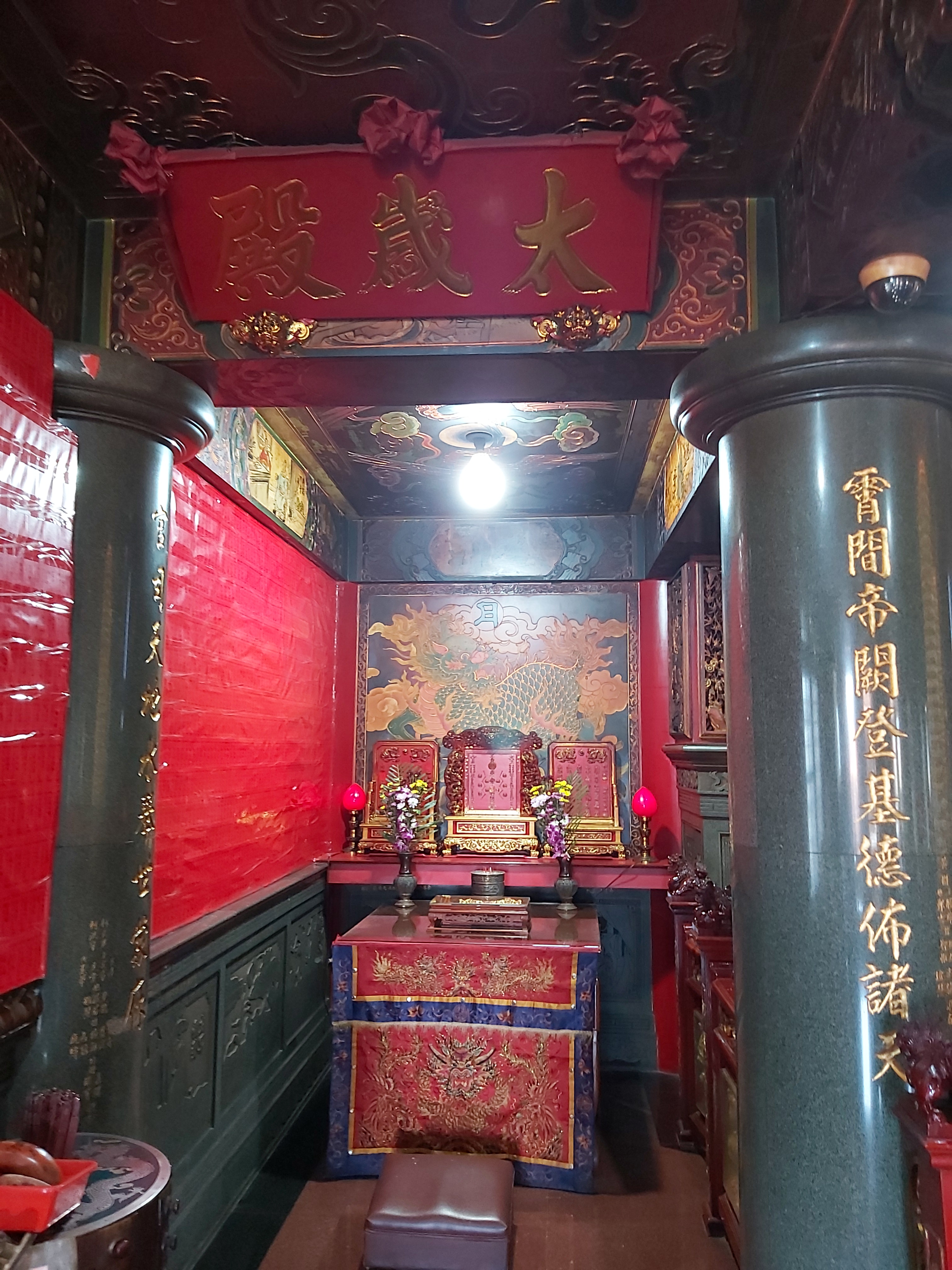
太歲殿
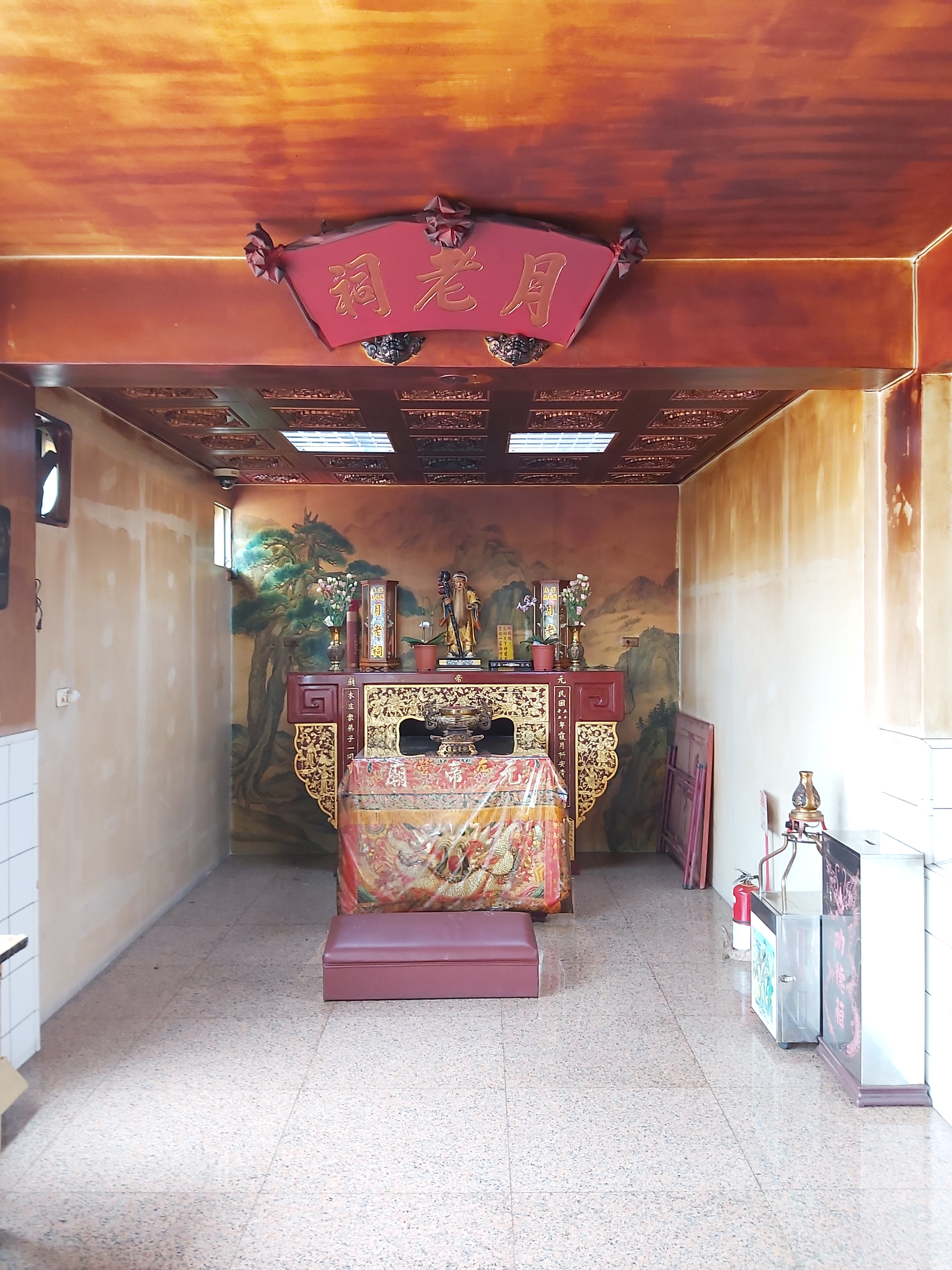
月老祠
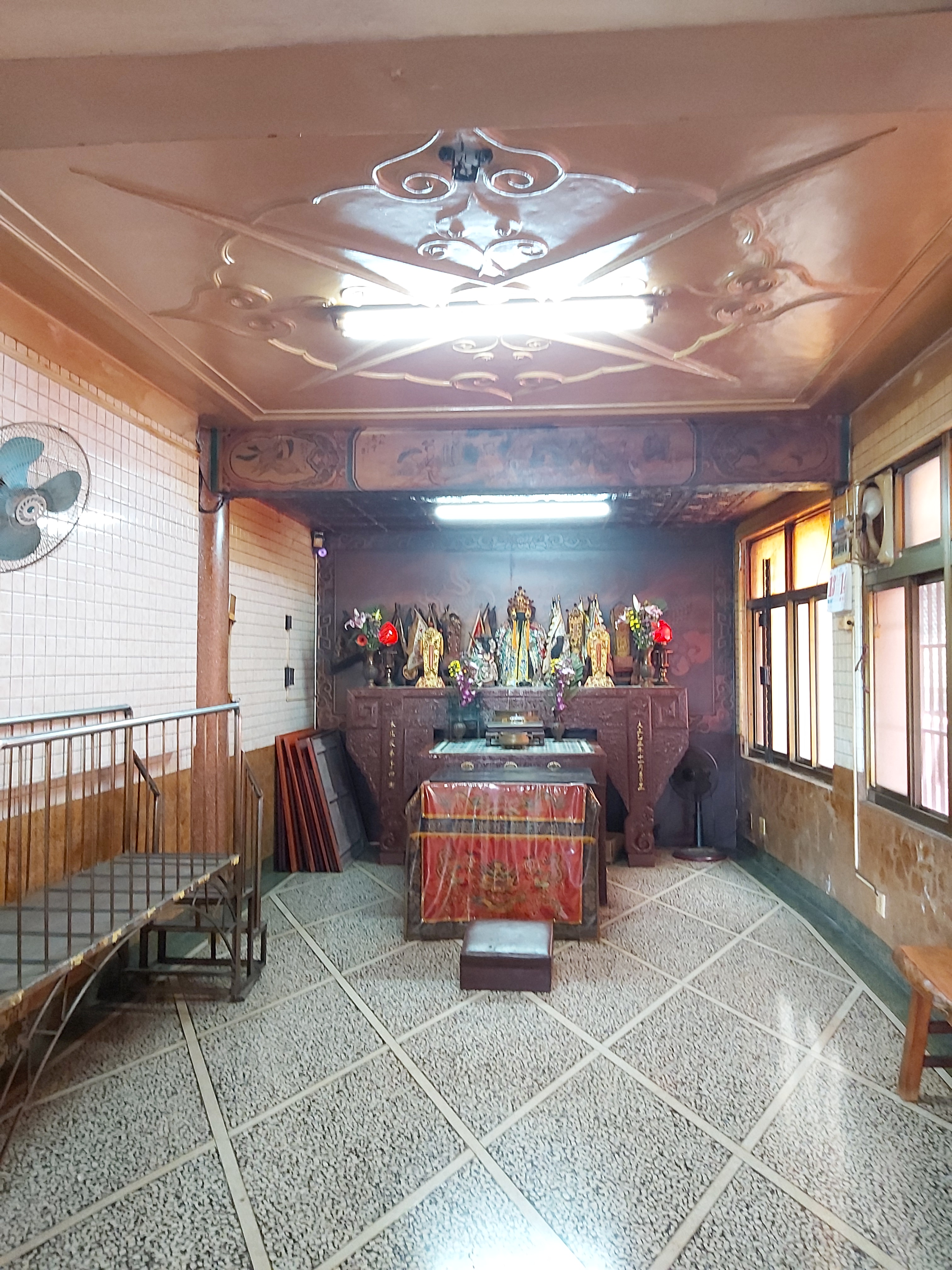
辦事壇
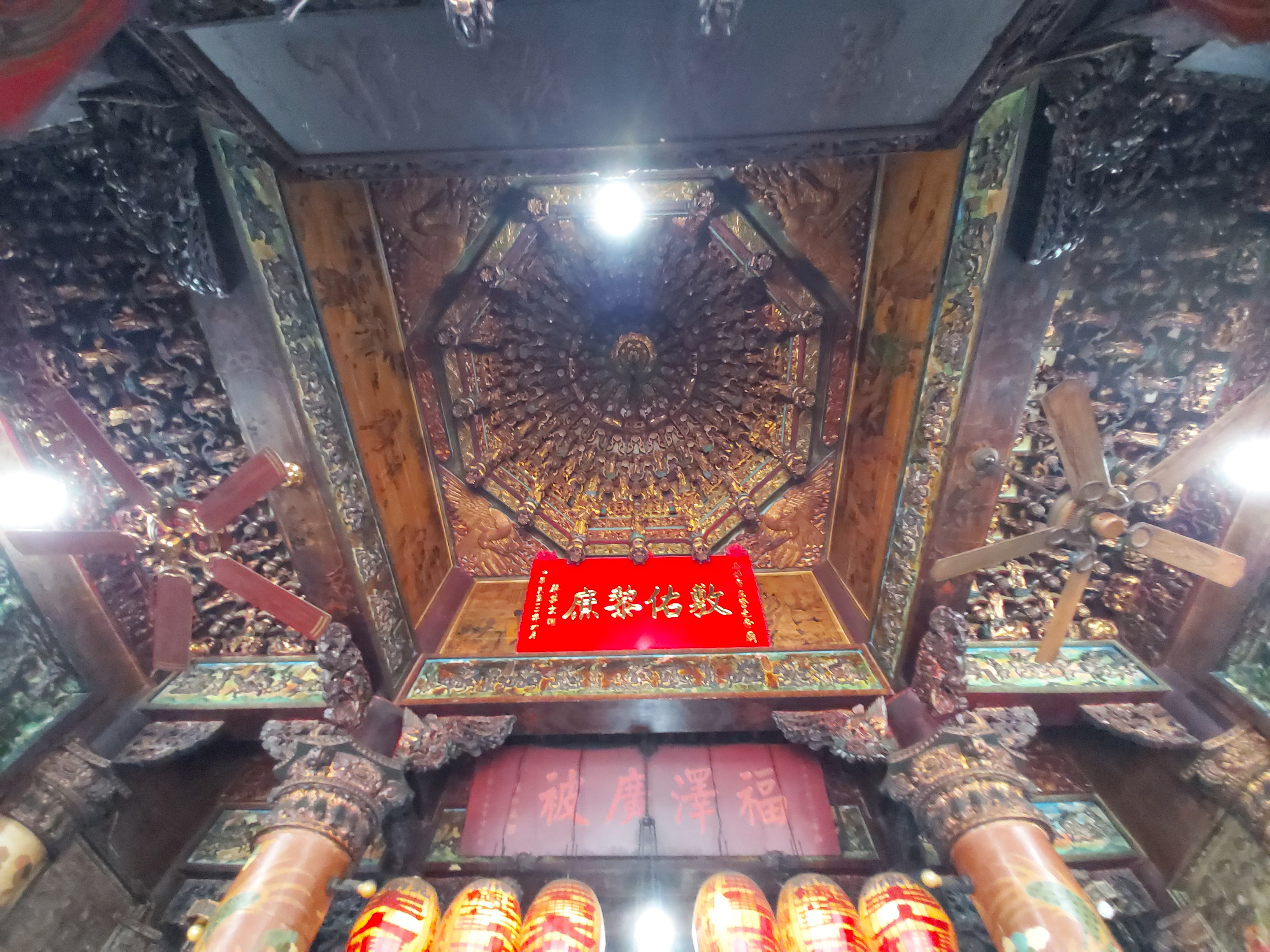
正殿藻井
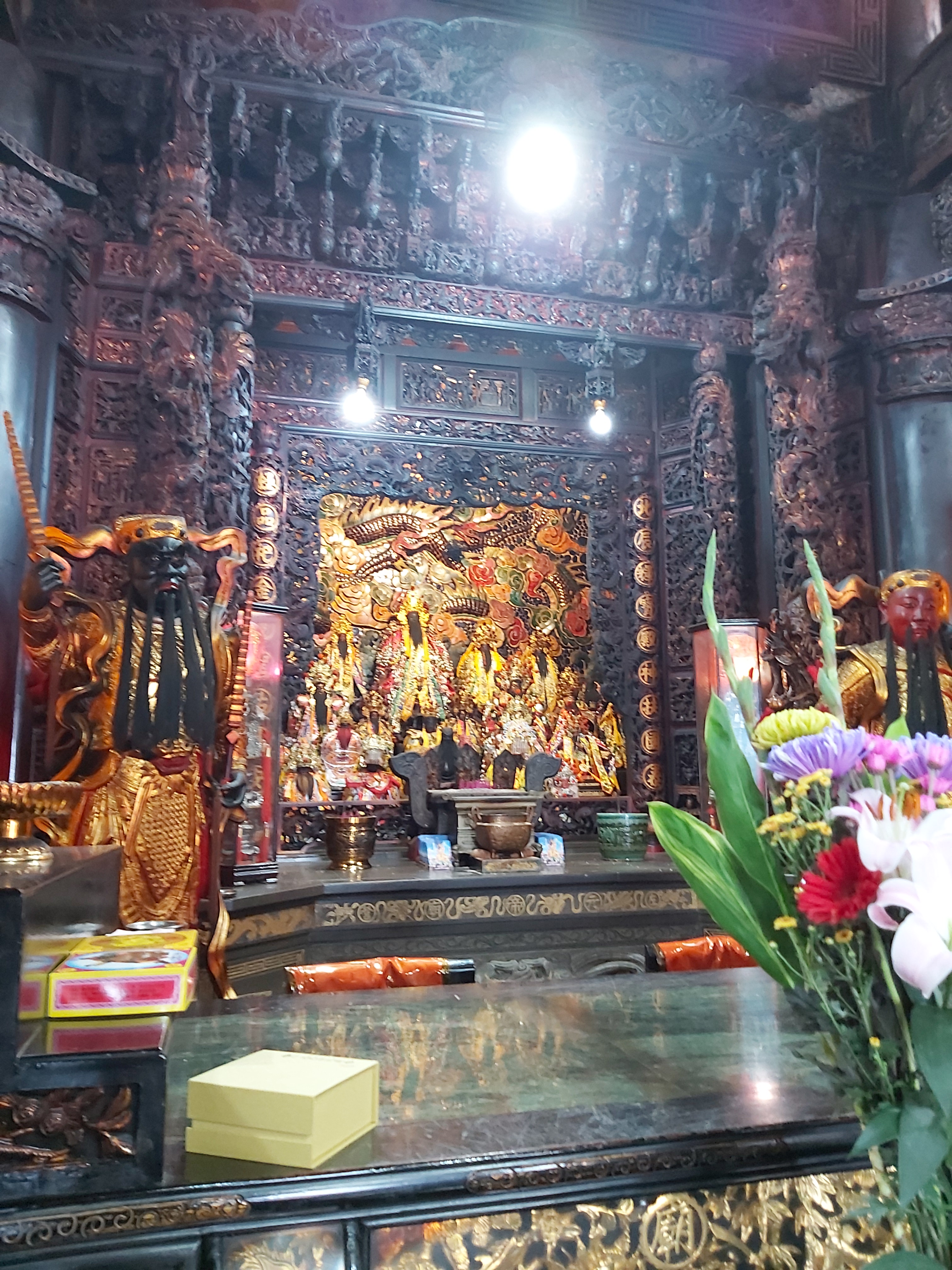
正殿神龕
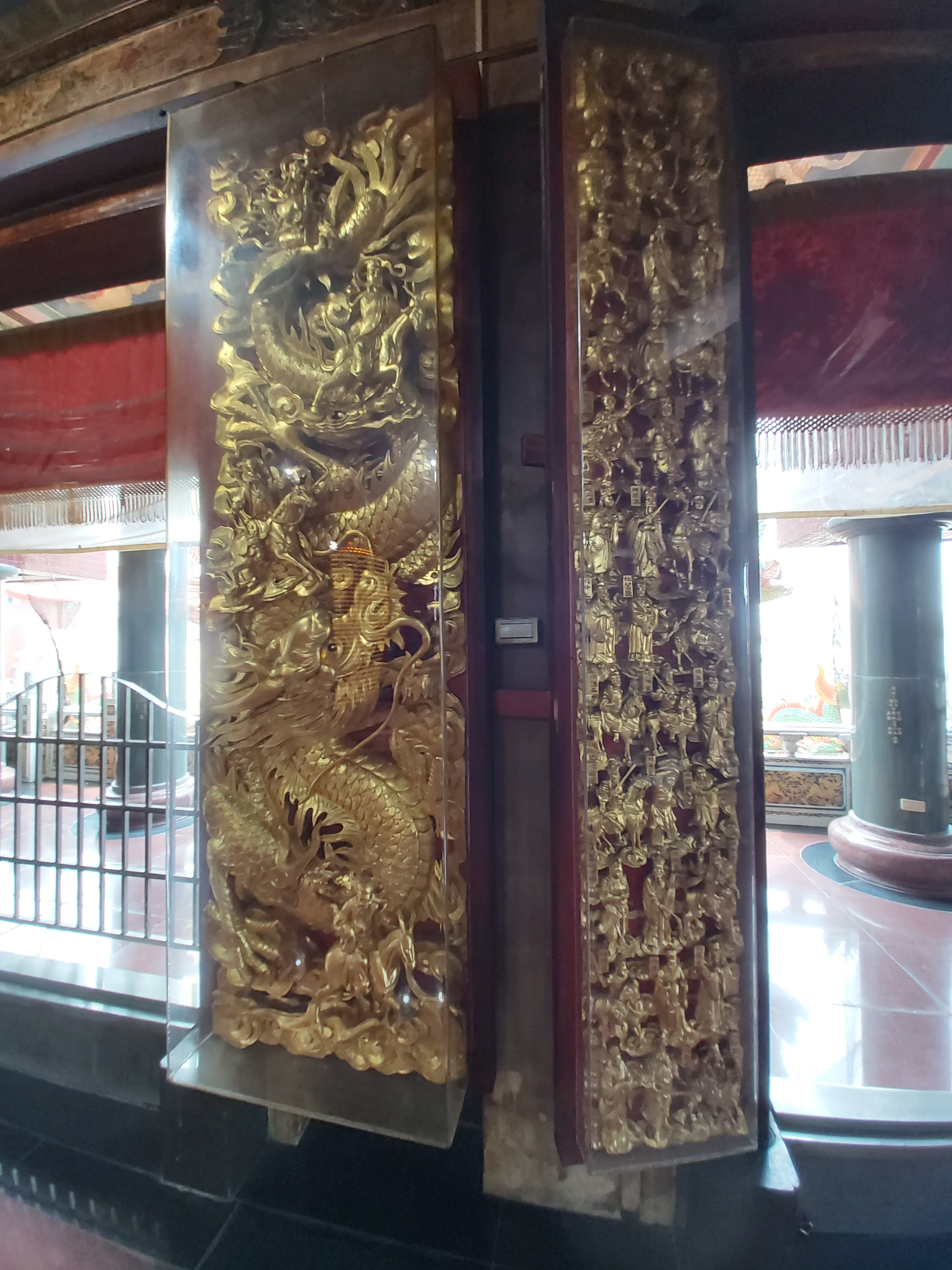
廟門雕刻
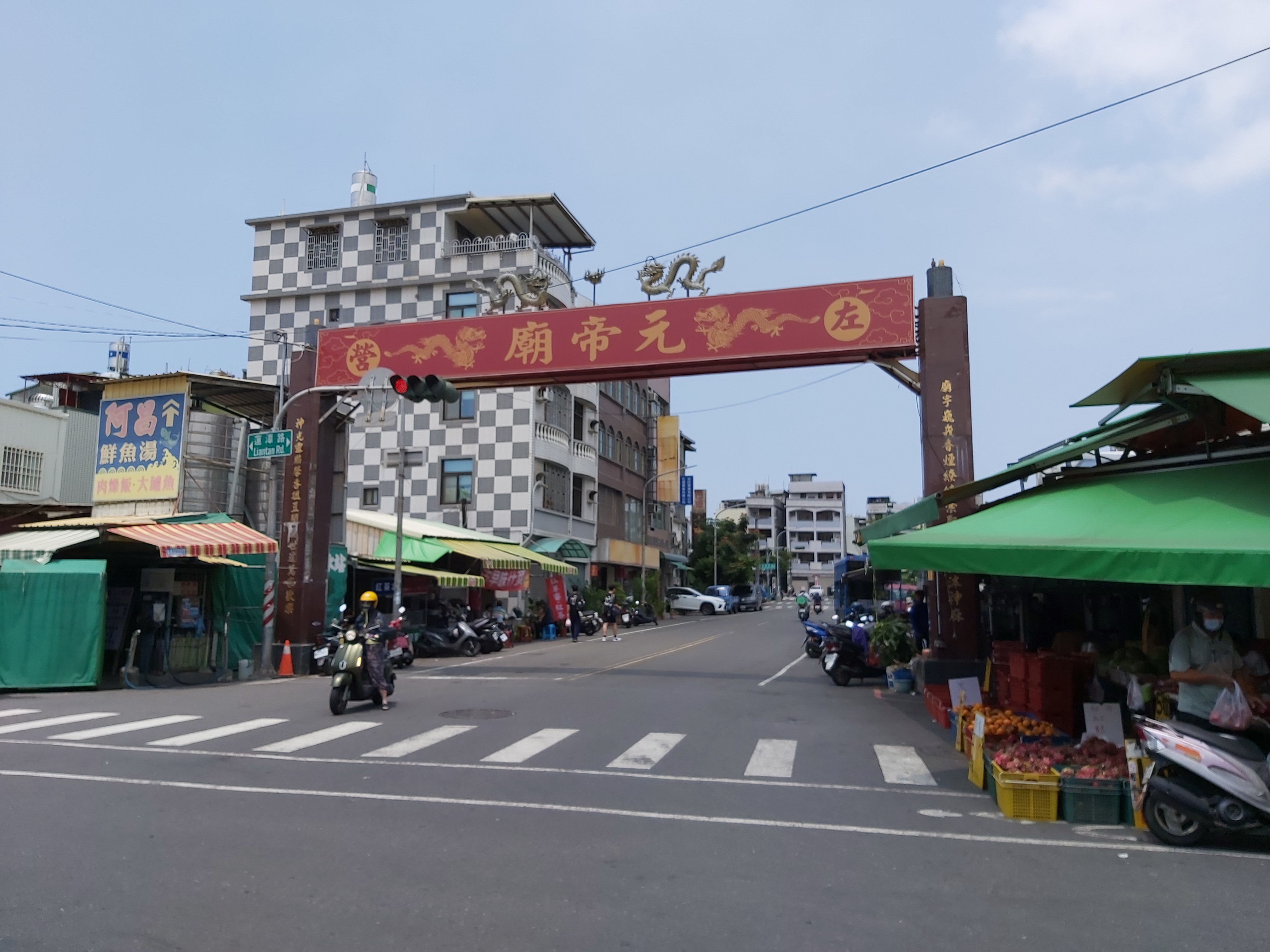
元帝路牌坊

### 引用
1. ↑  . 文化資源地理資訊系統.   [2023-01-05]. （原始内容存档于2023-01-05） （中文（臺灣））.

- 2008年余金鳳［左營傳統聚落（一甲至七甲）之開發與傳統信仰］黃石文、陳清隆口述

## 外部連結
- 左營元帝廟|左營豐穀宮 （页面存档备份，存于）
- 左營元帝廟的Facebook專頁